# ZERO
Mack, Piene und Uecker
 im Stedelijk Museum Amsterdam, 1962

Foto: Heinz Mack, Mönchengladbach, 1964

Link zum Bild

(Bitte Urheberrechte beachten)
ZERO war eine Düsseldorfer Künstlergruppe, die am 24. April 1958 von Heinz Mack und Otto Piene gegründet wurde. 1961 kam Günther Uecker hinzu. Mack und Piene sahen die Nachkriegskunst „mit einem Übermaß an Ballast befrachtet“. Die Künstler suchten einen neuen Anfang, eine „Stunde Null“, die von der Vergangenheit unbelastet sein sollte. Sie wollten dem aufgezwungenen Drama des Zweiten Weltkriegs und seinen Gräueln eine reinere, heilere Welt entgegensetzen, indem sie in der Alternative zu den alten Kunstwertigkeiten, die sie im Informel und im Tachismus der Nachkriegszeit repräsentiert fanden, eine hoffnungsvolle und idealistische Lebensauffassung sahen. ZERO bezeichnete eine Phase des Schweigens und der Stille, eine Zwischenzone, in der ein alter Zustand in einen neuen übergeht. Die Mitglieder erzeugten mit ihren lichtkinetischen Objekten, die mit ihrem Licht und ihrer Kinetik in den Raum greifen und ihn miteinbeziehen, eine neue puristische Ästhetik, die in der Erscheinung zwischen Bild und Skulptur anzusiedeln ist. Die Gruppe löste sich 1966 auf, nachdem sich die künstlerischen und biografischen Wege ihrer Mitglieder getrennt hatten.

## Begriff

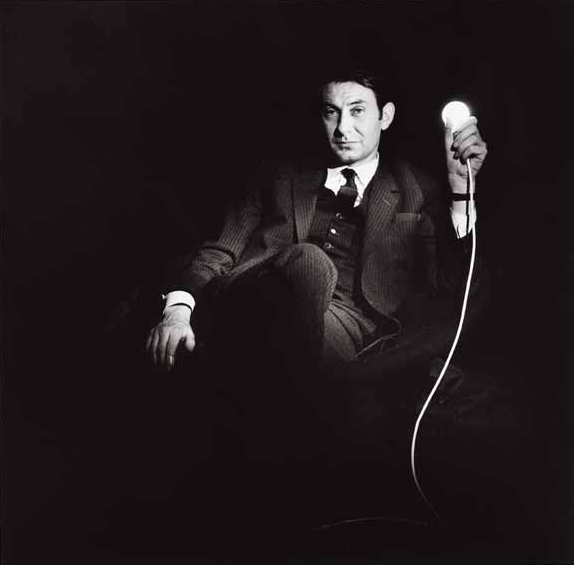
Otto Piene, späte 1960er Jahre, Foto: Lothar Wolleh

Otto Piene vermerkte zum Namen ZERO: „Zero als Titel war das Ergebnis monatelanger Suche, schließlich aber fast zufällig gefunden. Wir verstanden von Anfang an Zero als Namen für eine Zone des Schweigens und neuer Möglichkeiten, nicht als Ausdruck des Nihilismus oder einen Dada-ähnlichen Gag. Wir dachten an das [sic!] Countdown vor dem Raketenstart – Zero ist die unmeßbare Zone, in der ein alter Zustand in einen unbekannten neuen übergeht …“
Die Künstlergruppe war beeinflusst von der künstlerischen Praxis der monochromen Bilder von Yves Klein, Piero Manzoni und Lucio Fontana, den Piene als den geistigen Vater von Zero bezeichnete, da er bereits 1946 in einem Manifesto Bianco „eine dynamische Kunst forderte, bei der Klang, Licht und Bewegung mit einer räumlichen und farblichen Gestaltung in Verbindung gebracht werden sollten“, sowie von den Maschinen Jean Tinguelys, „der die malerische Geste durch die mechanische Bewegung ersetzt hatte“. Der Bezug auf die Nachkriegs-Stunde Null implizierte für die ZERO-Künstler eine „Reduktion alles Figürlichen und die puristische Konzentration auf die Klarheit der reinen Farbe und der dynamischen Lichtschwingung im Raum“, woraus sie eine neue Form kinetischer Lichtkunst entwickelten: Heinz Mack „konkretisierte die Lichterscheinungen in seinen dynamischen Lichtmodulationen der Lichtstelen“, Otto Piene in den „Lichtballetten leuchtfarbiger Ballons“ und Günther Uecker im „Licht-Schatten-Wechsel seiner weißen Nagelreliefs.“ Das Schaffen der Gruppe ZERO baute maßgeblich auf den puristischen Ideen der konkreten Abstraktion von Piet Mondrian und Kasimir Malewitsch auf und führte in der weiteren Entwicklung zur Op-Art und zur Weiterentwicklung der Lichtkinetik.

## Historischer Hintergrund
ZERO proklamierte den neuen Idealismus einer optimistischen weltweiten Kunst geprägt durch lichtvolle Monochromie. Anstatt die politischen Verhältnisse zu beklagen, strebten die Künstler einen Wechsel an, keinen revolutionären, hingegen einen, der durch Ästhetisierung und Sensibilisierung geprägt war. ZERO war die Kundgebung einer Gruppe, die mit Zuversicht durch einen gemeinsamen „künstlerischen Willen“ diesem Idealismus zustrebte. Dies geschah in einer Zeit, in der nicht zuletzt in Europa, bedingt durch die Kennedy-Ära, für eine kurze Zeit die Hoffnung aufkeimte, dass ein Konsens erreicht werden könnte zwischen der politischen und künstlerischen Oberschicht und deren Sittlichkeit – eine Hoffnung, die bald darauf durch das Attentat auf John F. Kennedy in Dallas, den Vietnamkrieg und die Watergate-Affäre zerstört werden sollte.

## Geschichte

### Gründung

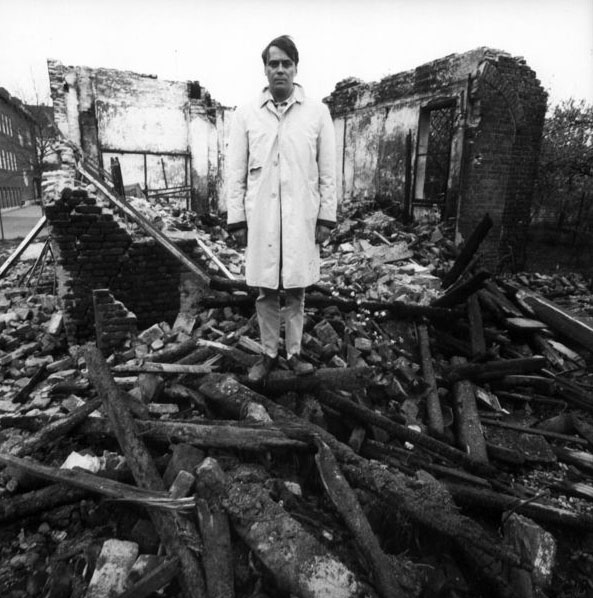
Günther Uecker auf den Trümmern seines Ateliers an der Oberkasseler Straße, Düsseldorf, um 1965. Foto: Lothar Wolleh

1955 mieteten die Künstler Kurt Link, Heinz Mack, Hans Salentin, Charles Wilp und Otto Piene das zunächst gemeinsam genutzte „Ruinenatelier“ auf der Gladbacher Straße 69 in Düsseldorf-Unterbilk, in dessen Räumen am 11. April 1957 eine Serie von Abendausstellungen begann, die jeweils nur einen Abend lang zu sehen waren. Piene beschrieb diese Ausstellungsform als „Vernissage am Abend ohne anschließend dauernde Ausstellung.“ Diese Möglichkeit des Ausstellens entstand aus der Not der Künstler heraus, da es in den 1950er Jahren nur wenige Galerien gab, die sich wie Alfred Schmela in Düsseldorf dafür einsetzten, die Sammler für eine neue Kunstrichtung zu interessieren.
Am 24. April 1958, dem offiziellen Gründungstermin, fand die 7. Abendausstellung unter dem Titel Das rote Bild im Atelier von Otto Piene statt, zu der mit ZERO 1 die erste Nummer einer in drei Heften erschienenen ZERO-Zeitschrift  veröffentlicht wurde. Die Hefte sind jeweils 19,5 × 21 cm groß. Heft 1 ist rot, Heft 2 weiß, jeweils mit schwarzer Aufschrift „ZERO“, Heft 3 schwarz mit weißer Aufschrift „ZERO“ gestaltet. Yves Klein, dessen Texte in ZERO 1 und 3 erstmals in Deutschland veröffentlicht wurden, stellte einen rot bemalten Teller aus. Über 40 Künstler, von denen viele später eigene Wege gingen, beteiligten sich an der Ausstellung, so zum Beispiel Peter Brüning, Hal Busse, Karl Fred Dahmen, Johannes Geccelli, Rupprecht Geiger, Hermann Goepfert, Gotthard Graubner, Gerhard Hoehme, Herbert Kaufmann, Konrad Klapheck, Leo Erb, Georges Mathieu, Frei Otto, Bernard Schultze, Fred Thieler sowie Heinz Mack, Otto Piene und Günther Uecker, der mit dieser Ausstellung in ersten Kontakt zu der Gruppe ZERO trat, sich ihr allerdings erst 1961 anschloss.

### Entwicklung
Am 8. Oktober 1958 fand die 8. Abendausstellung mit dem Thema Vibrations statt, in der Heinz Mack zum ersten Mal seine Lichtreliefs aus strukturiertem Aluminium zeigte. Gleichzeitig erschien ZERO 2, mit Beiträgen von Max Bense, Adolf Zillmann, Heinz Mack (Die Ruhe der Unruhe) und Otto Piene (Über die Reinheit des Lichts).

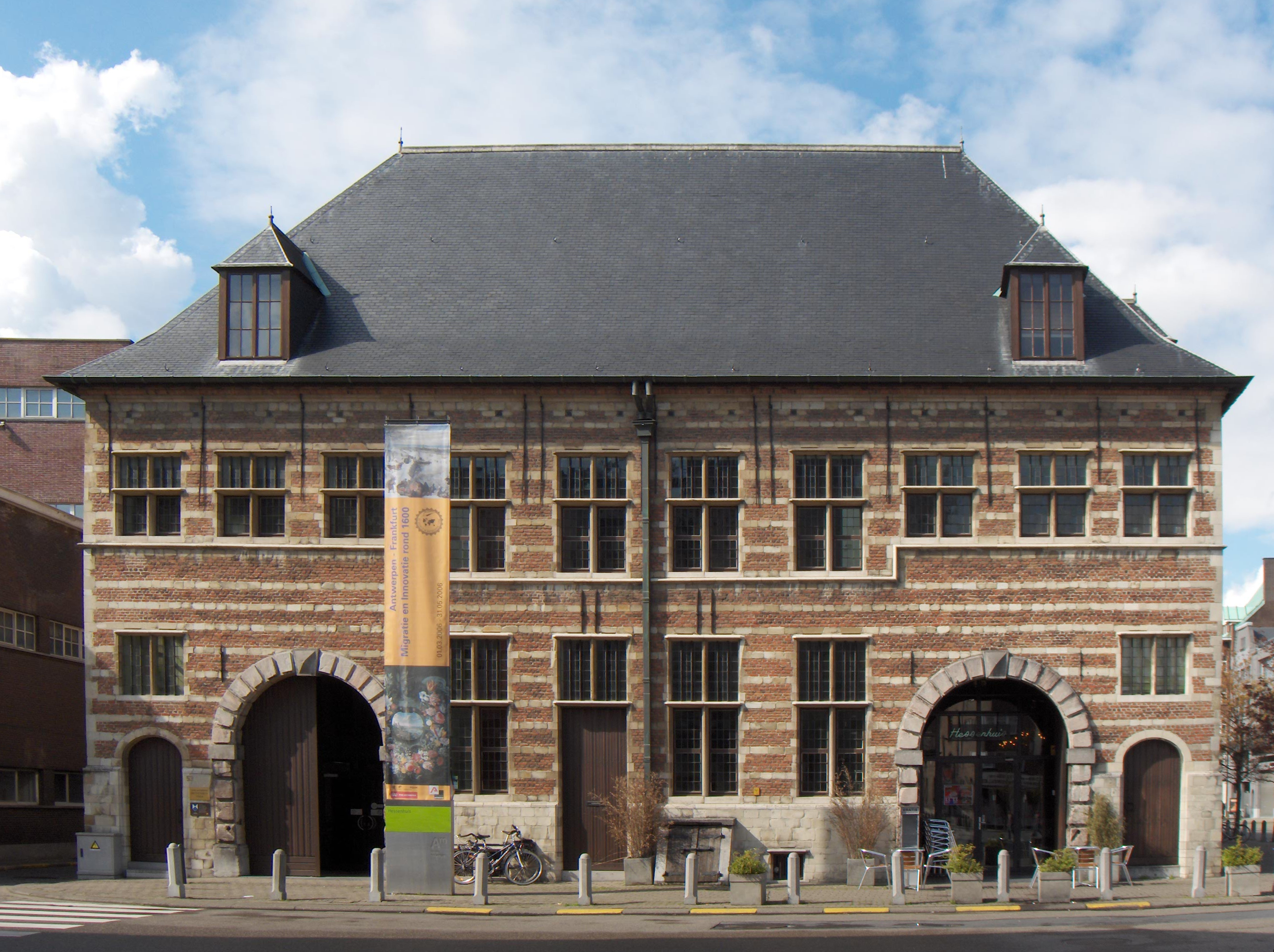
Das Hessenhuis in Antwerpen

Im März 1959 fand im Hessenhuis in Antwerpen die von Pol Bury, Paul van Hoeydonck, Jean Tinguely und Daniel Spoerri organisierte Ausstellung Motion in Vision – Vision in Motion statt, in der ZERO zum ersten Mal von einem internationalen Publikum wahrgenommen werden konnte. Sie stand unter dem von László Moholy-Nagy im Jahr 1947 geprägten Begriffspaar „Vision in Motion“ und zeigte Werke kinetischer Kunst, die den „Einfluß Tinguelys spürbar [werden ließ], der durch die ironische Einbeziehung der Maschine einen neuen Akzent setzt.“ Drei Monate später zeigte ab Juli 1959 die Galerie Renate Boukes in Wiesbaden die von Mack und Piene organisierte Ausstellung dynamo 1. Sie war als Wiederholung der 8. Abendausstellung Vibrations bereits im Spätherbst 1958 geplant worden. Neben den Künstlern der Gruppe ZERO nahmen der in Saarbrücken lebende Oskar Holweck, die zu diesem Zeitpunkt in Ulm ansässigen Künstler Almir Mavignier und Adolf Zillmann sowie Jean Tinguely, Jesús Rafael Soto, Pol Bury, Daniel Spoerri und Dieter Roth an der Ausstellung teil.
Im Atelier Piene an der Gladbacher Straße fand 1960 die 9. Abendausstellung mit der Vorführung eines archaischen Lichtballetts in Farbe nach Jazz und Morse-Ton von Otto Piene statt. Ebenfalls gezeigt wurden Pienes Spinnen, die mit Scheinwerfern ausgestattet waren, und das erste mechanische Lichtballett, bei dem die Spieler durch mechanische Apparate ersetzt wurden. Anfang 1961 eröffnete die von Willem Sandberg organisierte und vielbeachtete, jedoch gleichfalls von der niederländischen Presse verrissene Ausstellung Bewogen Beweging im Stedelijk Museum in Amsterdam, auf die im März 1962 die monochrom gehaltene Ausstellung NUL, die von Henk Peeters zusammengestellt wurde, folgte. Zu deren Vorbereitung hatten sich im Frühjahr 1961 im Atelier von Günther Uecker er selbst, Heinz Mack und Otto Piene mit Yves Klein und die niederländische Gruppe NUL, bestehend aus Henk Peeters, Jan Schoonhoven, Armando und Jan Henderikse, zusammengefunden, um diese Ausstellung im Stedelijk Museum vorzubereiten, für die die Künstler der Gruppe ZERO den ersten Lichtraum, den Salon de lumière, eingerichtet hatten.

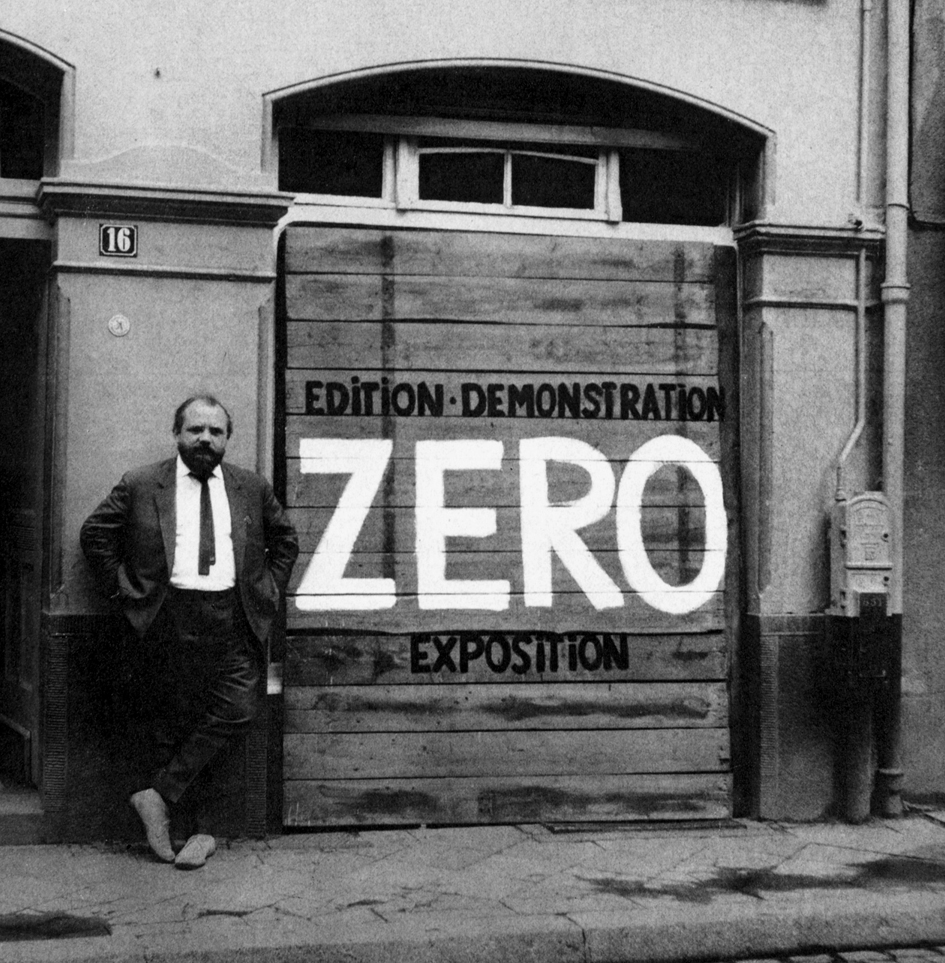
Galerist Alfred Schmela vor seiner Galerie in Düsseldorf, 1961

Die Galerie Schmela eröffnete am 5. Juli 1961 die ZERO-Veranstaltung ZERO. Edition, Exposition, Demonstration, die mit einem ZERO-Fest in der Düsseldorfer Altstadt verbunden war. Das Fest galt der „Demonstration des Lichts mit Aluminiumfahnen, Metallfolien, Lichtreliefs, ZERO-Mädchen in Papphüllen mit Aufschrift ZERO, Seifenblasen in die Luft pustend, Luftballons und Scheinwerfern sowie einem Feuerwerk“. Zu diesem Anlass erschien mit ZERO 3 die letzte Ausgabe der ZERO-Zeitschrift, unter anderem mit einer Erläuterung von Daniel Spoerri Zu den Fallenbildern. Die Nummer widmete sich zudem gleichgesinnten Künstlern in Europa, darunter Yves Klein als Vertreter der Gruppe Nouveau Réalisme in Paris, Lucio Fontana in Mailand und der Gruppe ‚nul‘ in den Niederlanden. Günther Uecker strich an diesem Tag die Hunsrückenstraße, auf der sich die Galerie von Alfred Schmela befand, weiß an, um, wie er sagte, „eine Leerstelle zu schaffen außerhalb der sich immer mehr verhärtenden Mechanismen und Ordnungsprinzipien.“ Diese ihm künstlerisch sinnfrei erscheinende Aktion regte den Bildhauer Joseph Beuys so sehr auf, dass er Uecker die Badewanne, in der sich die weiße Farbe befand, umstülpte.
1964 waren die ZERO-Künstler mit den gemeinsamen Ausstellungen Mack, Piene, Uecker. ZERO in der New Yorker Howard Wise Gallery sowie Group ZERO. Mack Piene Uecker in der Washington Gallery of Modern Art in Washington, D.C. vertreten; sie zeigten damit die erste deutsche Kunst seit 1945, die auch in den Vereinigten Staaten erfolgreich war. Die Künstler nahmen im selben Jahr gemeinsam an der documenta III in Kassel teil mit einem kinetischen Werk, das sie Lucio Fontana, der selbst nicht eingeladen war, widmeten: Lichtraum – Hommage à Fontana, mit dem, so Dieter Honisch, „die Zero-Leute im letzten Moment einen wahren Lichtzauber im übriggebliebenen Dachgeschoß inszenierten“. Der Lichtraum bestand aus sieben rotierenden Objekten, zu denen jeder der drei Künstler eigene Arbeiten beitrug: Mack die Lamellenfelder aus Aluminium, Piene das Rastermotiv mit seinen durchlöcherten Scheiben und Kugeln und Uecker das Nagelfeld als Licht-Struktur-Element. An die Wand des Raums wurde zu Ehren Fontanas eines seiner concetti speziali, ein durch ein Messer aufgeschlitztes monochromes Bild, projiziert. Im darauf folgenden Jahr wurde ZERO von der Kestner-Gesellschaft in Hannover in der Ausstellung Heinz Mack, Otto Piene, Günther Uecker gezeigt.

### Manifest
Im Jahr 1963 erschien, an futuristische und dadaistische Proklamationen erinnernd, das Manifest Zero der neue Idealismus.

„Zero ist die Stille. Zero ist der Anfang. Zero ist rund. Zero dreht sich. Zero ist der Mond. Die Sonne ist Zero. Zero ist weiss. Die Wüste Zero. Der Himmel über Zero. Die Nacht –, Zero fließt. Das Auge Zero. Nabel. Mund. Kuß. Die Milch ist rund. Die Blume Zero der Vogel. Schweigend. Schwebend. Ich esse Zero, ich trinke Zero, ich schlafe Zero, ich wache Zero, ich liebe Zero. Zero ist schön, dynamo, dynamo, dynamo. Die Bäume im Frühling, der Schnee, Feuer, Wasser, Meer. Rot orange gelb grün indigo blau violett Zero Zero Regenbogen. 4 3 2 1 Zero. Gold und Silber, Schall und Rauch. Wanderzirkus Zero. Zero ist die Stille. Zero ist der Anfang. Zero ist rund. Zero ist Zero.“

Die Urheber Mack, Piene und Uecker merkten dazu an, das „Poem“ in einem Kaffeehaus in Krefeld anlässlich der Ausstellung im Museum Haus Lange 1963 geschrieben zu haben: „Wir haben abwechselnd einen Satz gesagt und diesen notiert. So ist die Satzfolge entstanden.“

### Auflösung
Nachdem in den Städtischen Kunstsammlungen in Bonn als letzte gemeinsame Ausstellung ZERO in Bonn. Mack, Piene, Uecker gezeigt worden war, fand im Anschluss an diese in der Nacht vom 25. zum 26. November 1966 die ZERO-Demonstration ZERO ist gut für Dich im Bahnhof Rolandseck bei Bad Godesberg statt, bei der unter anderem ein Wagen mit in Flammen gesetztem Stroh vom Bahnhof aus Richtung Rhein in Fahrt gesetzt wurde, wo er in den Fluten versank. Über das Fest schrieb Mack: „1966 fand Zero ein positives Ende. Über tausend Menschen haben es in einer Nacht gefeiert. Ich selbst hatte mir dieses Ende gewünscht: ein Ende, das ich genau so befreiend fand wie den Anfang von Zero.“

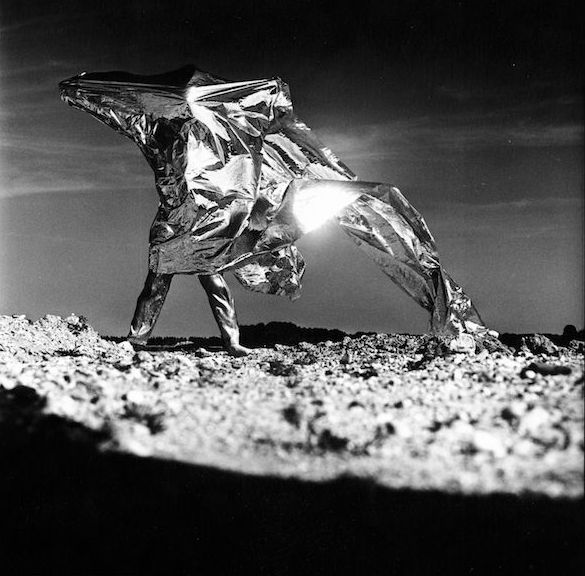
Heinz Mack: Sahara-Projekt, 1968, Foto: Lothar Wolleh

Hiernach löste sich die Gruppe auf, da sich die biografischen und künstlerischen Wege der drei Akteure getrennt hatten. Piene, der der eigentliche Sprecher der Gruppe war, brachte den Begriff des Neuen Idealismus auf den Plan, „den er dem Nouveau Réalisme von Yves Klein, Tinguely, Arman und Spoerri entgegenhielt“; diese Auffassung Pienes wurde von Mack und Uecker nicht mehr geteilt. Zudem wurde Piene Professor am Massachusetts Institute of Technology, nachdem er schon 1964 eine Gastprofessur an der University of Pennsylvania erhalten hatte. Ab 1968 entwickelte er die Sky-art-Projekte – mit Helium gefüllte „Formen am Himmel die durch den Wind bewegt und bei Nacht angestrahlt werden.“ Mack realisierte 1968 in Tunesien das Sahara-Projekt – reflektierende Metallobjekte werden dem gleißenden Sonnenlicht ausgesetzt, wodurch „die Überstrahlung der Objekte zu einer Verschmelzung von Kunstobjekt und Licht als Naturphänomen“ führt. Ueckers Werk, der seinem Medium, dem Nagel, zwar treu blieb, „entfernte sich – in seiner kritischen Haltung – immer mehr von den futurologischen, in der Rückschau fast ein wenig naiven, wenn auch in ihrer Lebendigkeit höchst vitalen Anfängen“. Bis zur Auflösung der Gruppe fanden etwa 55 ZERO-Ausstellungen in Europa und den USA statt; rund 130 Künstler aus diesen Ländern beteiligten sich.

## Umkreis der Gruppe ZERO

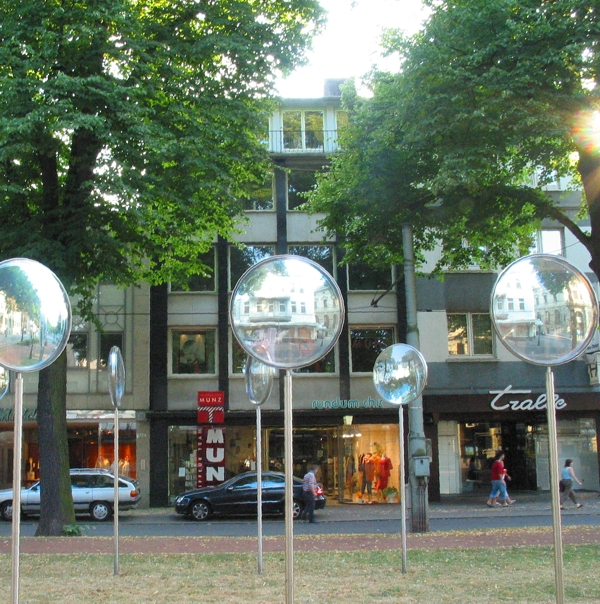
Adolf Luther: Linsenallee, 1990. Krefeld, Ostwall

Weitere Künstler arbeiteten international ebenfalls an visuellen und kinetischen Phänomenen, so zum Beispiel Almir Mavignier, Hermann Goepfert, Christian Megert, Gotthard Graubner und Kuno Gonschior. Adolf Luther gab 1957 seinen Beruf als gelernter und promovierter Jurist auf, „um das Wechselverhältnis von Licht und Materie zu untersuchen.“ Gerhard von Graevenitz hatte in seinen „konstruierten kinetischen Objekten dem Auge den wahrzunehmenden Gegenstand“ entzogen, indem dieser vom Auge, im Sinne von Nachbildern, „ganz immateriell auf die Stelle [des Raumes] reproduziert wurde, an dem er zuletzt anzutreffen war“. Aus dem Umfeld von Piero Manzoni, Yves Klein und ZERO bildete sich neben der Lichtkinetik eine neokonkrete Malerei, die beispielsweise mit der seriellen Reihung wegweisend für die reduktiven puristischen Tendenzen in der Kunst der 1970er Jahre wurde. Oskar Holweck, der aus dem direkten ZERO-Kreis kam, konzentrierte sich ausschließlich auf Papierarbeiten, indem er die für Manzoni und ZERO typischen Reliefstrukturen in seinen individuellen Reißtexturen vereinnahmte.
Zur selben Zeit entstanden international weitere Künstler-Gruppierungen mit ähnlich künstlerischen Intentionen wie ZERO, so die Gruppe nul in den Niederlanden um Henk Peeters und Jan Schoonhoven, die gruppo t in Italien mit Gianni Colombo und die in Frankreich ansässige Groupe de Recherche d’Art Visuel (GRAV) um Julio Le Parc.

## ZERO als Bewegung
Mack und Piene, die spätestens seit Erscheinen der Zeitschrift ZERO 3 und dem Eintritt Ueckers in ZERO im Jahr 1961 von Kunsthistorikern, Kritikern, Kunstmanagern und -händlern als eine „Gruppe ZERO“ angesehen wurden, hatten den Gruppenbegriff nie propagiert, sondern sahen sich als eine künstlerische Bewegung, im Sinne einer Veränderung, „die als Basis, Null- und Ausgangspunkt für eine neue Sensibilisierung der Umwelt dienen sollte.“ In Deutschland hatte es von 1958 bis 1966 „nicht eine einzige Ausstellung gegeben, die unter dem Titel ‚Gruppe ZERO‘ angekündigt worden wäre;“ im Ausland wurden Ausstellungen jedoch als „Gruppe ZERO“ angekündigt. Anfang 1959 entwickelte Yves Klein seine „Schule der Sensibilität“, die als „Schule“ in ZERO in gewisser Weise existierte, jedoch ohne Schüler und Lehrer. In einem Interview mit Hans Strelow bezeichnete Günther Uecker diese „Schule“ als einen offenen „Möglichkeitsbereich“, in dem man „spekulierte mit der visionären Form der Reinheit, der Schönheit und der Stille.“

## Rezeption

### Foto- und Filmdokumente
Fotografische Dokumentationen der Frühzeit der Künstlergruppe finden sich selten. So sind die Abendausstellungen ausschließlich bruchstückhaft durch einige Aufnahmen festgehalten, da die Fotografen bei den frühen ZERO-Manifestationen wenig präsent waren. Das Manifest vor der Galerie Schmela in der Hunsrückenstraße wurde trotz Präsenz von Publikum, Fernseh- und vor allem Pressefotografen nur sporadisch festgehalten und finden sich zumeist in der lokalen Tagespresse. Fotografien existieren von Manfred Tischer, Paul Brandenburg und Reiner Ruthenbeck, der die Zero-Aktionen auf den Düsseldorfer Rheinwiesen festhielt. Auch die Ausstellung Motion in Vision – Vision in Motion im Hessenhuis in Antwerpen ist nur bruchstückhaft festgehalten, gleiches gilt für die Ausstellung nul im Stedelijk Museum in Amsterdam und für den Lichtraum Hommage à Fontana auf der documenta III im Jahr 1964.
Am 27. Juni 1962 strahlte um 21:05 der Hessische Rundfunk den von Gerhard Winkler gedrehten Fernsehfilm 0 × 0 = Kunst aus. Der Film entstand anlässlich der im selben Jahr stattfindenden ZERO-Demonstrationen und -Aktionen auf den Düsseldorfer Rheinwiesen und zeigten erstmals „adäquate lichtbildhafte Zero-Darstellungen.“

### ZERO in der Kunstgeschichte
Die Lichtaktionen der Gruppe werden als Kunst der dynamischen Lichteffekte in die Tradition des Farbenklaviers des 18. Jahrhunderts eingeordnet, das von dem Jesuiten und Mathematiker Louis-Bertrand Castel (1688–1757) entwickelt worden war. 1919 hatte, darauf aufbauend, der Däne Thomas Wilfred in den USA eine Lichtorgel, genannt Clavilux, konstruiert. Desgleichen sind die kinetisch-konstruktivistischen Skulpturen von László Moholy-Nagy, Naum Gabo und Antoine Pevsner als Vorläufer anzusehen. Im Bauhaus, vornehmlich durch Kurt Schwerdtfeger und Ludwig Hirschfeld-Mack, gab es 1924 erste lichtkinetische Experimente, indem man farbiges Licht rhythmisiert auf Leinwände projizierte. 1955 tauchten die ersten Lichtrotoren, entwickelt von dem Ingenieur Frank Malina, in der Kunst auf, mit deren Hilfe sich fluoreszierendes Licht durch Bewegung beeinflussen ließ.
Der Kunsthistoriker und frühere Direktor der Kunstsammlung Nordrhein-Westfalen in Düsseldorf, Werner Schmalenbach, kennzeichnete die Gruppe 1986 wie folgt: „ZERO wurde zu einem Sammelbecken divergierender künstlerischer Tendenzen […] Der Materialverfallenheit der Künstler des Nouveau Réalisme, wie Jean Tinguely oder Daniel Spoerri setzten die Düsseldorfer die Idee der künstlerischen Reinheit, die Reinheit der künstlerischen Idee entgegen, und sie sprachen gelegentlich, um sich gegen die anderen abzugrenzen, von einem Nouveau Idéalisme (Piene). Charakteristisch ist, daß sich diese Idee der Reinheit des Lichts und seiner im Kunstwerk reflektierten Immaterialität und Spiritualität auch hier mit einer spezifischen Materialität verband: Feuerprozeduren bei Piene, Metalle bei Mack, Nägel und Nagelfelder bei Uecker.“

### ZERO-Foundation
Im Dezember 2008 gründeten die ZERO-Künstler Heinz Mack, Otto Piene und Günther Uecker zusammen mit der Stiftung Museum Kunstpalast auf Initiative von Mattijs Visser die ZERO foundation, finanziell unterstützt aus Mitteln der Landeshauptstadt Düsseldorf.  Heinz Mack, Otto Piene und Günther Uecker stifteten als Grundstock für eine Sammlung und die Stiftungsarbeit zahlreiche Werke sowie ihre Archive aus der ZERO-Zeit mit wichtigen Dokumenten, wie Fotografien, Korrespondenzen, Einladungskarten und Ausstellungskritiken. Aufgabe der ZERO foundation ist die Erhaltung, Erforschung, Präsentation und Kontextualisierung der ZERO-Bewegung im Speziellen als international agierende Kunstavantgarde nach 1945.

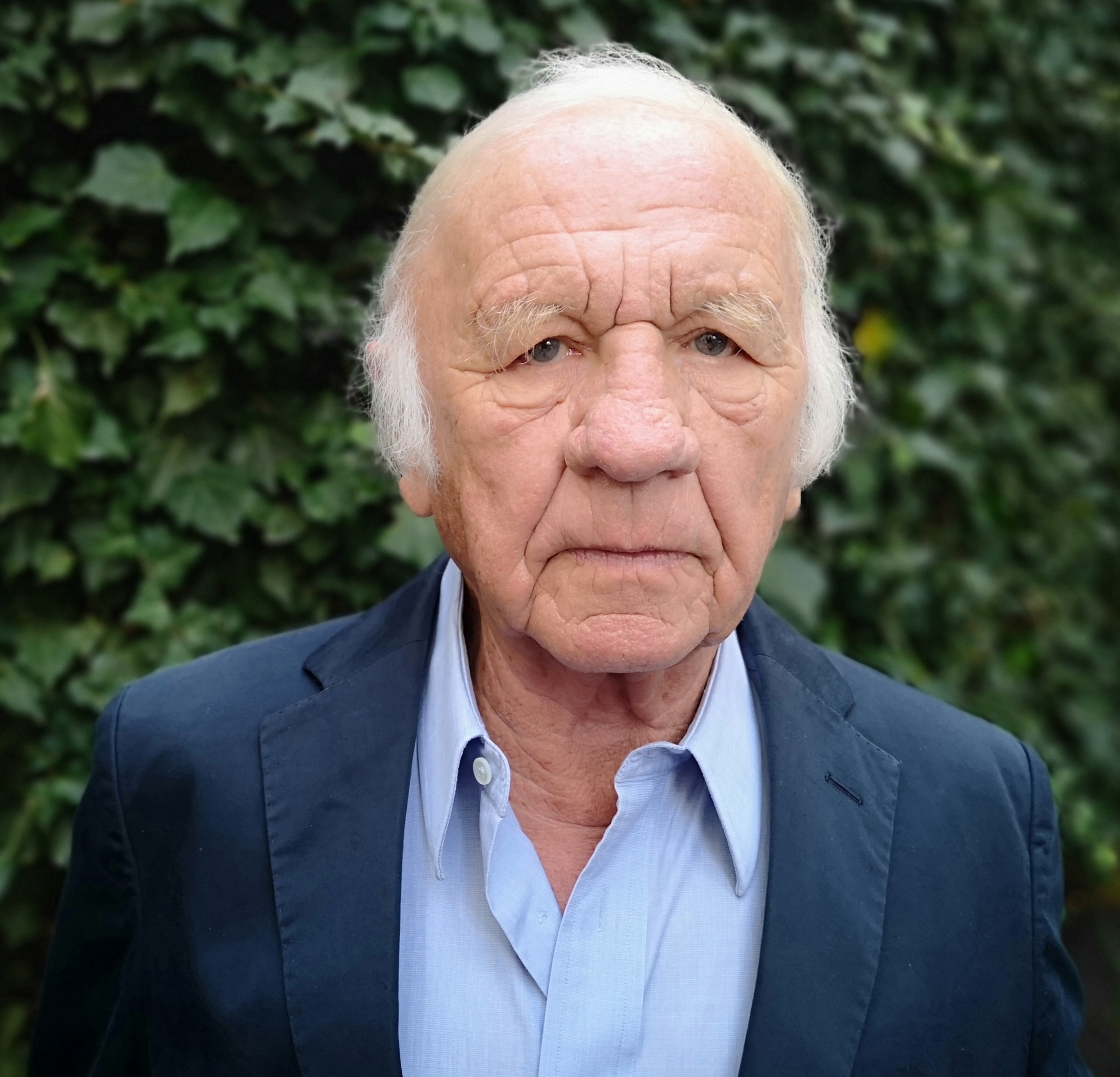
Heinz Mack und
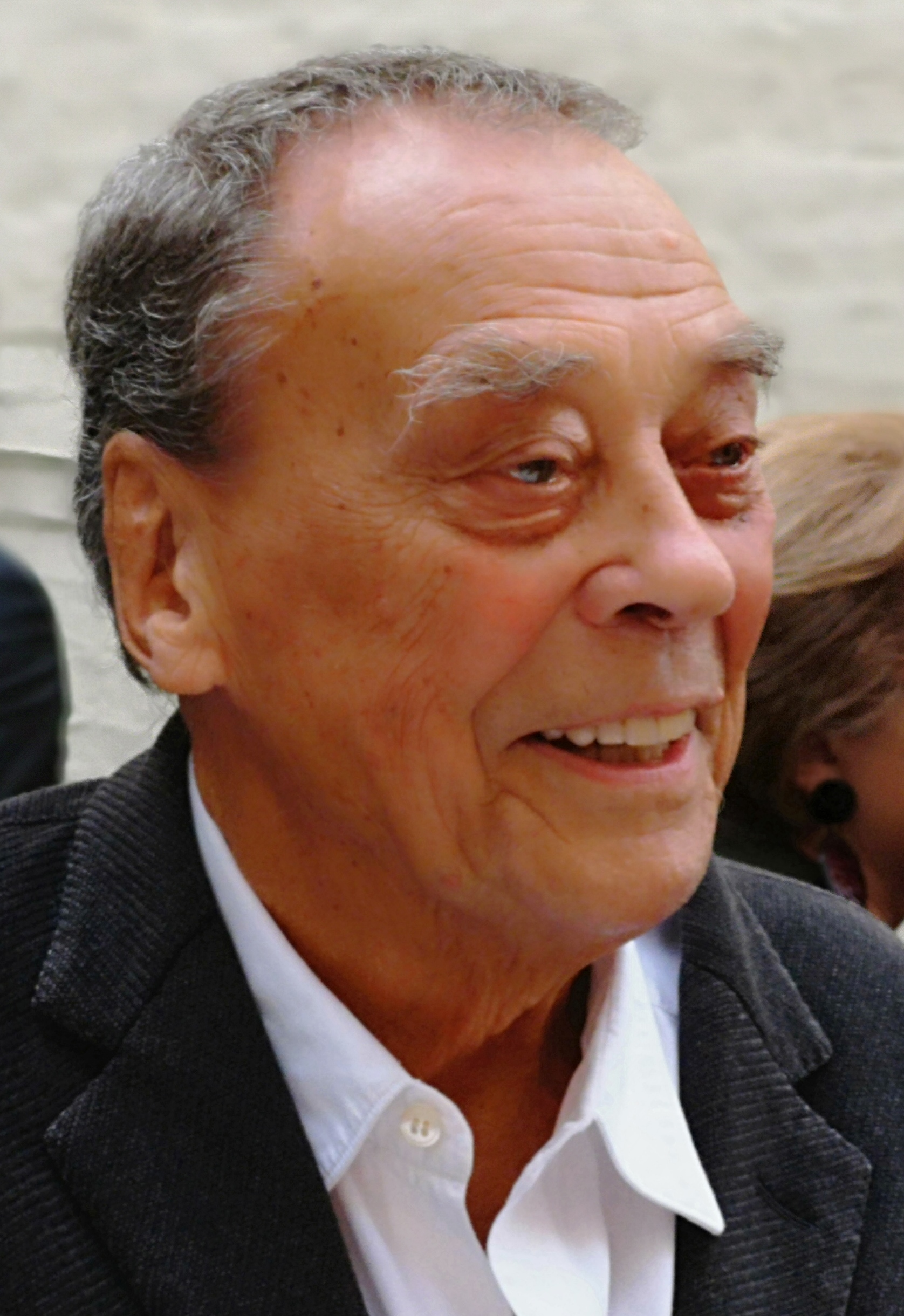
Günther Uecker bei der Eröffnung des neuen Hauses der ZERO-Stiftung in Düsseldorf
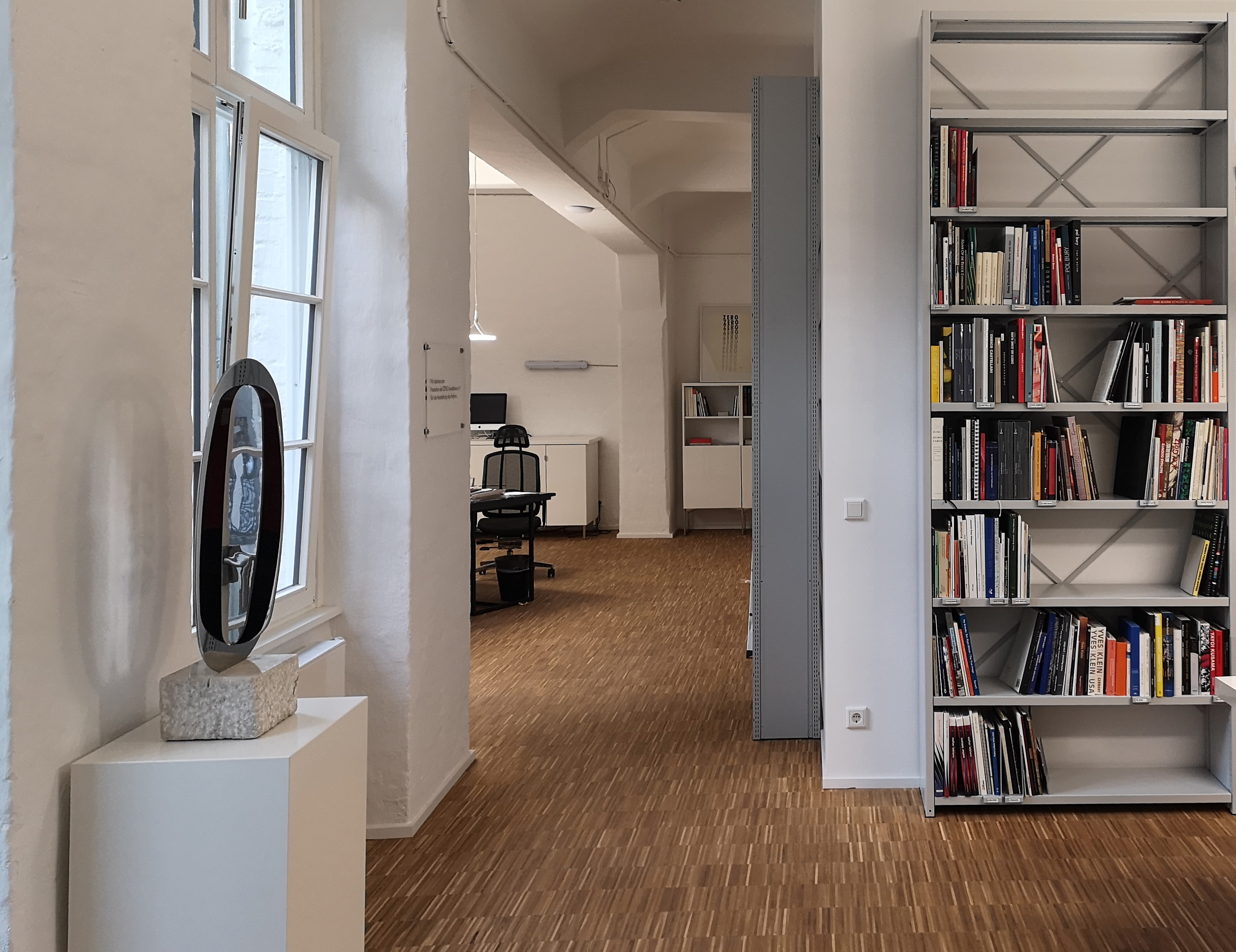
Büro der ZERO-Stiftung
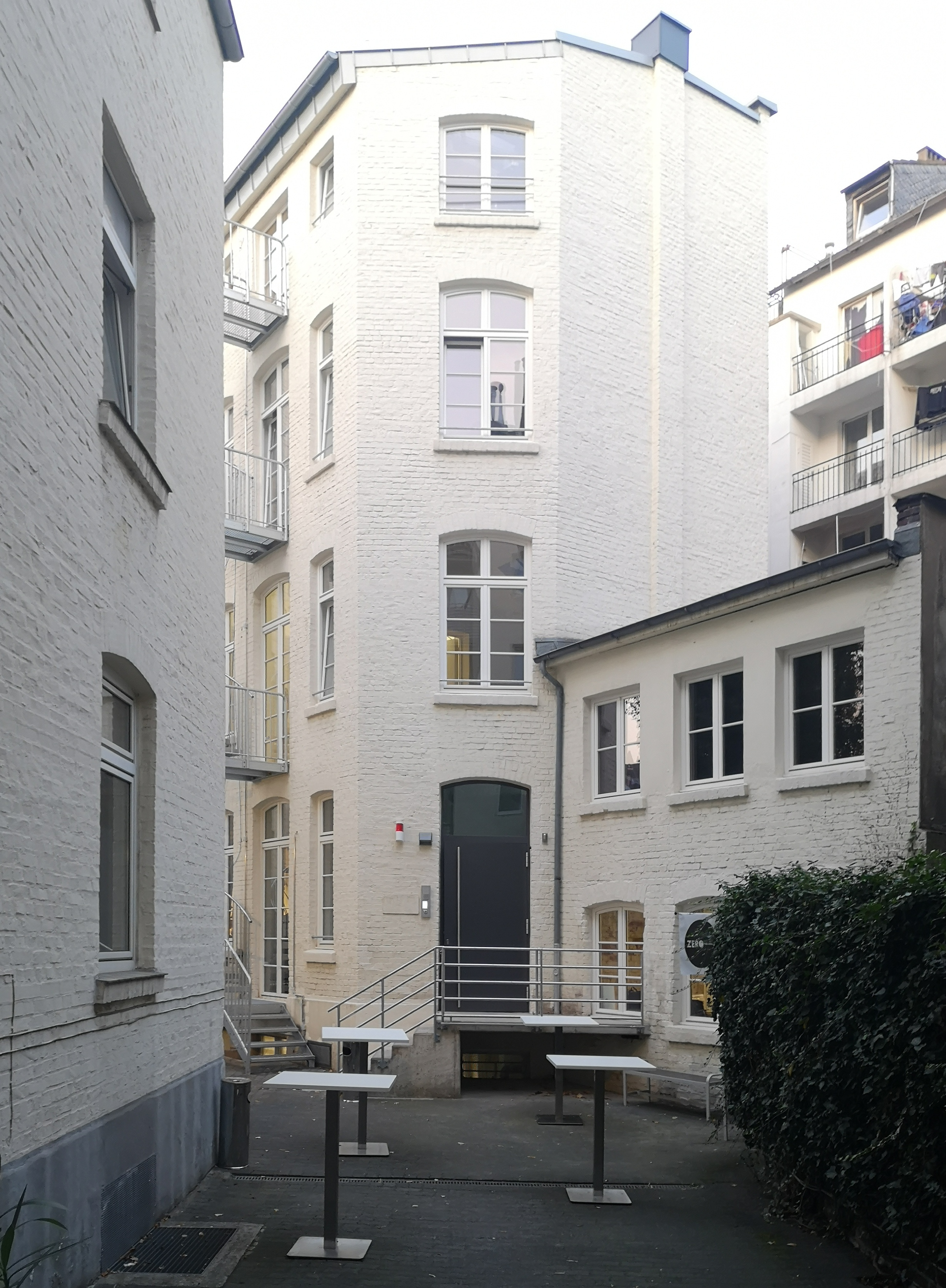
Haus der ZERO-Stiftung in Düsseldorf

## Ausstellungen (Auswahl)
- 1958: Das rote Bild, siebente Abendausstellung am 24. April, Atelier Otto Piene, Gladbacher Straße 69, Düsseldorf. Dazu ZERO, Nr. 1.
- 1958: Vibration, achte Abendausstellung am 2. Oktober 1958. Dazu ZERO, Nr. 2.
- 1959: dynamo 1, Galerie Renate Boukes, Wiesbaden
- 1961: Piene, Mack, galerie nota, München[41]
- 1961: ZERO. Edition, Exposition, Demonstration, Galerie Schmela, Hunsrückenstraße 16–18, Düsseldorf
- 1961: Bewogen Beweging, Stedelijk Museum, Amsterdam
- 1962: exposition nul, Stedelijk Museum, Amsterdam
- 1963: Mack, Piene, Uecker, Museum Haus Lange, Krefeld
- 1964: documenta III, Kassel
- 1964: Mack, Piene, Uecker. ZERO, Howard Wise Gallery, New York
- 1964: Group ZERO. Mack Piene Uecker, Washington Gallery of Modern Art, Washington, D.C.
- 1964: Mack, Piene Uecker, Kestner-Gesellschaft, Hannover
- 1966: ZERO in Bonn. Mack, Piene, Uecker, Städtische Kunstsammlungen, Bonn

## Museale Ausstellungen (Auswahl)
- 1962: exposition nul, Stedelijk Museum, Amsterdam
- 1963: Mack, Piene, Uecker, Museum Haus Lange, Krefeld
- 1964: documenta III, Kassel
- 1964: Group ZERO. Mack Piene Uecker, Washington Gallery of Modern Art, Washington, D.C.
- 1964: Mack, Piene Uecker, Kestner-Gesellschaft, Hannover
- 1966: ZERO in Bonn. Mack, Piene, Uecker, Städtische Kunstsammlungen, Bonn
- 1988: ZERO –  Vision und Bewegung. Werke aus der Sammlung Lenz Schönberg, Städtische Galerie im Lenbachhaus und Kunstbau, München[42]
- 2004: ZERO.1958–1968 tra Germania e Italia, Palazzo delle Papesse, Siena
- 2005: Zero Interest! Galleria Civica di Arte Contemporanea, Trento
- 2006: ZERO, Museum der Moderne, Salzburg

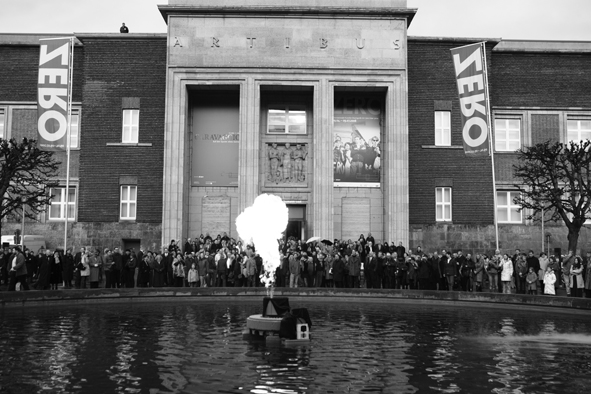
museum kunst palast in Düsseldorf während der ZERO-Ausstellung 2006

- 2006: ZERO, museum Kunstpalast, Düsseldorf
- 2008: ZERO, Sperone Westwater Gallery, New York
- 2008/9: ZERO lebt, kunsthalle weishaupt, Ulm
- 2010: ZERO bis unendlich, Schauwerk Sindelfingen
- 2011: ZERO, Ballenlager, Greven[43][44]
- 2012: ZERO auf Papier, Leopold-Hoesch-Museum, Düren
- 2014: ZERO – Countdown to tomorrow, Solomon R. Guggenheim Museum, New York
- 2015: ZERO – Die internationale Kunstbewegung der 50er und 60er Jahre, Martin-Gropius-Bau, Berlin, 21. März bis 8. Juni 2015[45]
- 2015: ZERO: Let Us Explore the Stars, Stedelijk Museum, Amsterdam

## Werke (Auswahl)
Aufgeführt werden gemeinsam erstellte Arbeiten der Künstler Heinz Mack, Otto Piene und Günther Uecker – Gruppe ZERO.
- 1962: Salon de Lumière, Stedelijk Museum, Amsterdam
- 1963: ohne Titel, Öl, Rauch, Feuer, Aluminium, Nägel auf Hartfaserplatte 44 × 64 cm
- 1964: Lichtraum (Hommage à Fontana), Beitrag zur documenta III, Kassel (Sammlung Museum Kunstpalast)
  - Silbermühle, Heinz Mack, Otto Piene, Günther Uecker, 1964, Aluminium, Edelstahl, Holz, Nägel, Scheinwerfer, Motore, 227 × 130 × 75 cm
  - Weiße Lichtmühle, Heinz Mack, Otto Piene, Günther Uecker, 1964, Holz, Metall, Elektrik, 300 × 200 × 150 cm
  - Silber-Rotor, Heinz Mack, 1960, Holz, Metall, Elektrik
  - Weißer Dynamo, Heinz Mack, 1964, 145 × 145 × 25 cm
  - Lichtscheibe, Günther Uecker, 1964, Holz, Metall, Elektrik, 300 × 150 × 100 cm, Günther Uecker, Düsseldorf
  - Doppelscheibenprojektor, Otto Piene, 1963, verschiedene Materialien, 190 × 110 × 70 cm
  - Lichtkugel, Otto Piene, 1964, verschiedene Materialien, 190 × 200 × 90 cm
  - Projektion eines Concetto spaziale von Lucio Fontana, Otto Piene, 1964